# Phonygammus keraudrenii
La manucodia trombettiera (Phonygammus keraudrenii (Lesson & Garnot, 1826)) è un uccello passeriforme della famiglia dei paradiseidi. Si tratta dell'unica specie ascritta al genere Phonygammus Lesson & Garnot, 1826.

## Descrizione

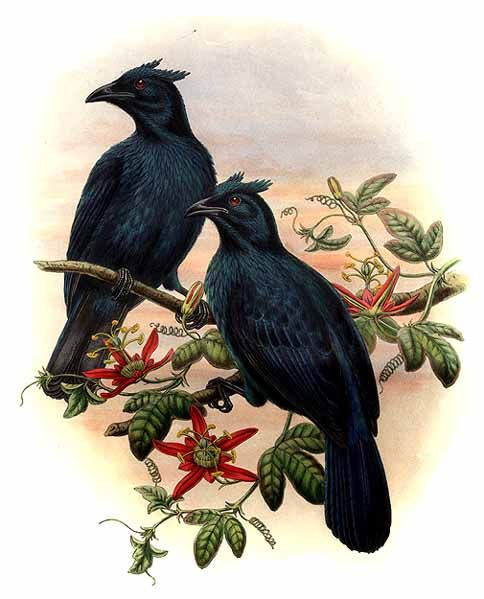
Coppia in un'illustrazione di R. B. Sharpe.

### Dimensioni
Misura fra i 28 e i 31 cm di lunghezza, per un peso compreso fra i 130 e i 240 g: a parità d'età, le femmine tendono ad essere leggermente più piccole e slanciate rispetto ai maschi.

### Aspetto
A prima vista, la manucodia trombettiera ricorda molto un corvo con due ciuffetti di piume sopra gli occhi.

Il piumaggio è di colore blu scuro su tutto il corpo, con presenza di decise sfumatore violacee su dorso, ali e coda, mentre la regione ventrale, il petto e la testa mostrano invece decise sfumature turchesi. Le penne di testa e collo sono di forma lanceolata, mentre su ciascun sopracciglio sono presenti penne allungate che formano un ciuffetto erettile. Il becco e le zampe sono neri, mentre gli occhi sono rossi.

## Biologia

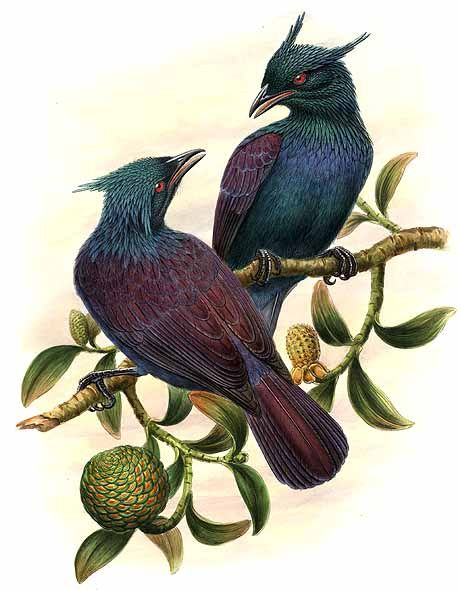
Illustrazione di coppia di manucodie trombettiere.

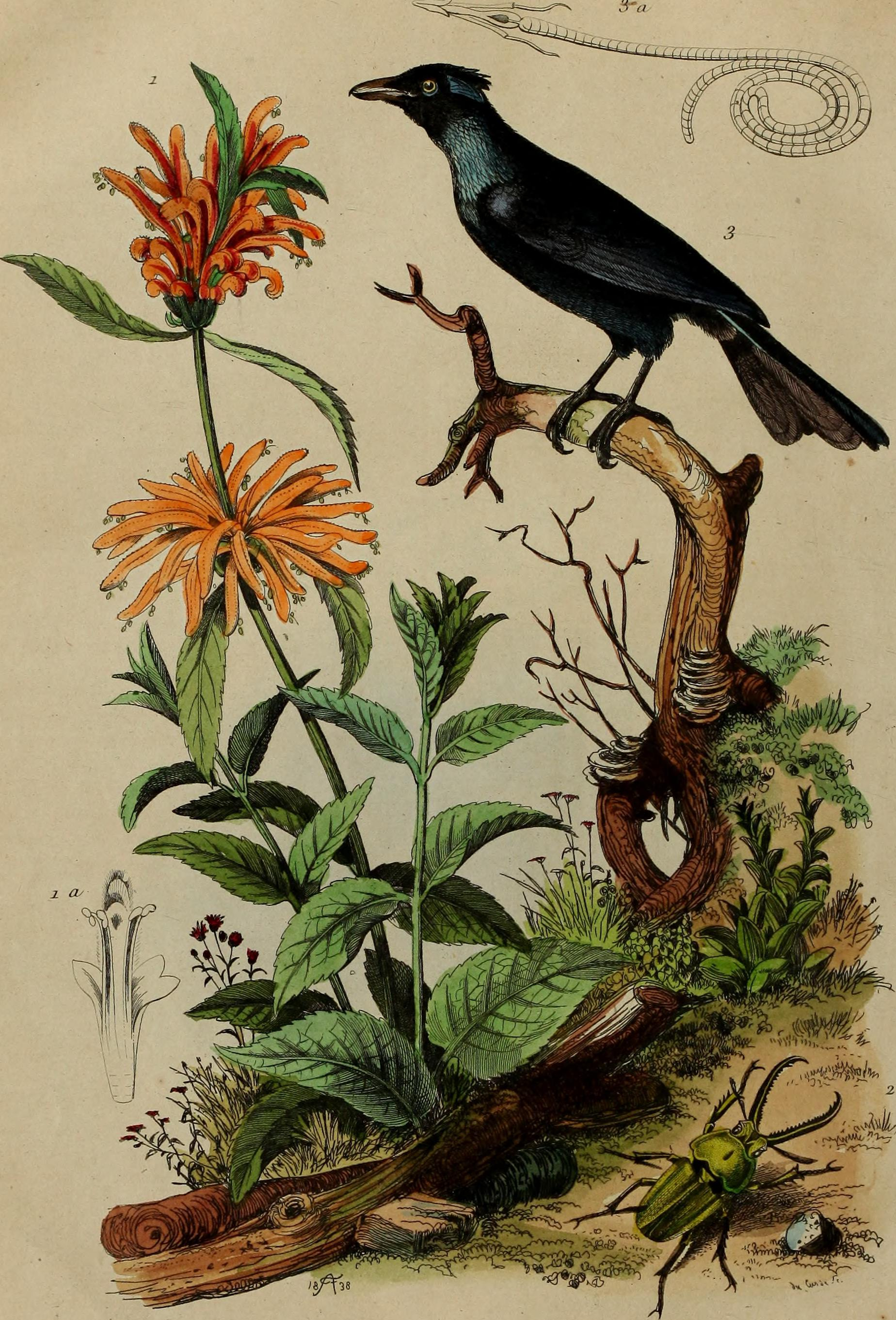
Manucodia trombettiera in un'illustrazione del 1838, che mostra anche la caratteristica trachea allungata di questi uccelli.

Si tratta di uccelli diurni, che vivono da soli o in coppie: essi passano la maggior parte del tempo alla ricerca di cibo fra gli alberi, pronti a rifugiarsi fra la vegetazione al minimo cenno di pericolo. Le manucodie trombettiere sono uccelli piuttosto comunicativi, che sfoggiano un'ampia gamma di richiami, alcuni dei quali anche caratteristici per il sesso oppure di singole popolazioni o territori.

### Alimentazione
Questi uccelli basano la propria dieta sui fichi: si nutrono però anche di altri frutti e, in misura minore, anche di piccoli invertebrati, come gasteropodi, insetti e ragni.

### Riproduzione
Si pensa che questi uccelli non abbiano una stagione riproduttiva vera e propria ma possano riprodursi durante tutto l'arco dell'anno, a patto che l'ambiente circostante fornisca loro cibo sufficiente per allevare la prole.

Come le affini manucodie propriamente dette, anche la manucodia trombettiera è un uccello monogamo, coi due sessi che collaborano nella costruzione del nido, nella cova e nelle cure parentali verso i nidiacei.

## Distribuzione e habitat
La manucodia trombettiera rappresenta una delle poche specie di uccello del paradiso diffuse anche al di fuori della Nuova Guinea: oltre che in tutta la fascia costiera dell'isola (fatta eccezione per l'area pianeggiante sud-occidentale) e in alcune isole circostanti, infatti, questi uccelli vivono anche in Australia, nella porzione settentrionale della penisola di Capo York.
Questi uccelli sono abitatori della foresta pluviale di pianura o di collina, prediligendo le aree molto densamente alberate.

## Tassonomia
Se ne riconoscono nove sottospecie:

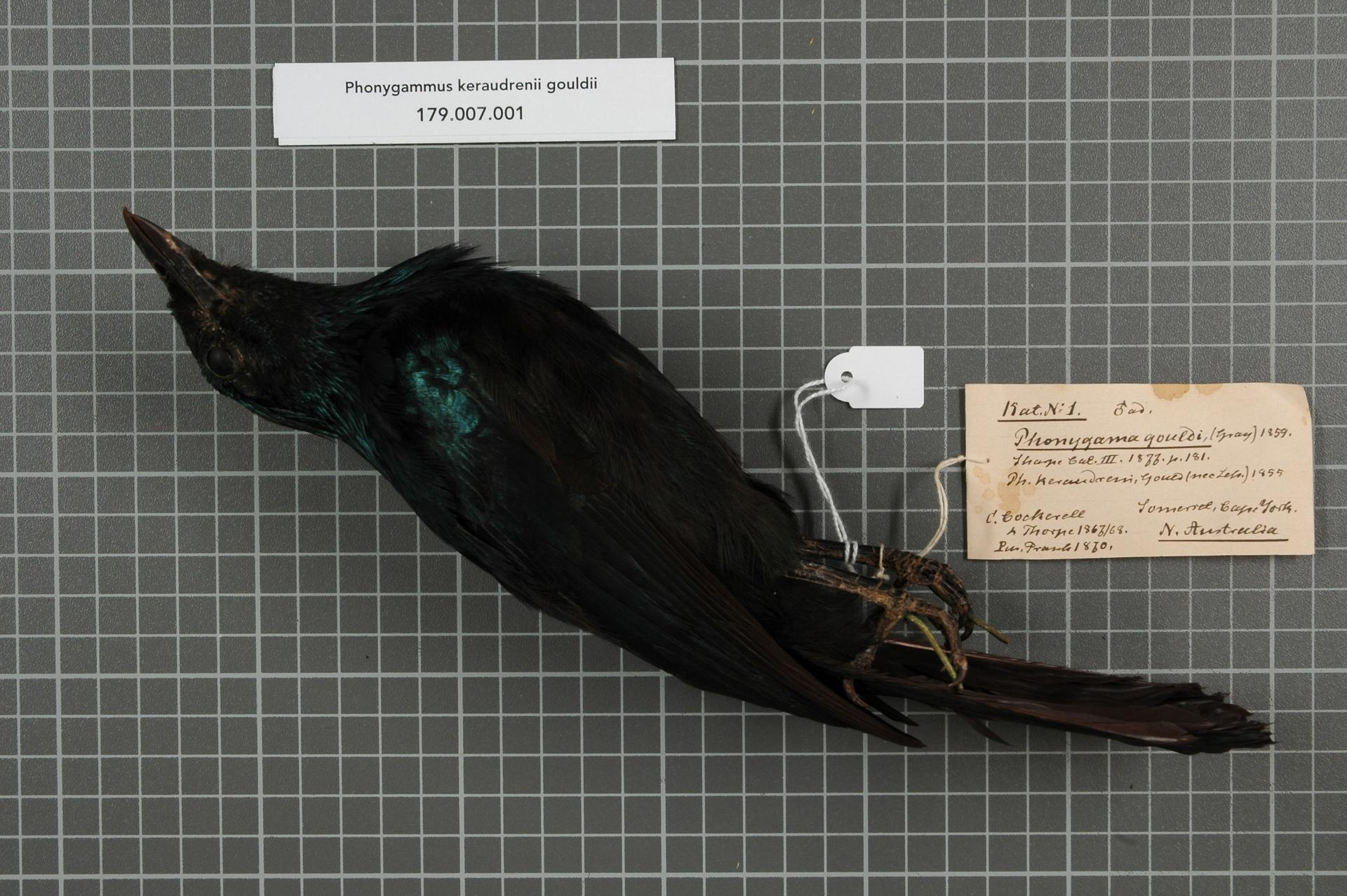
Subsp. gouldii.

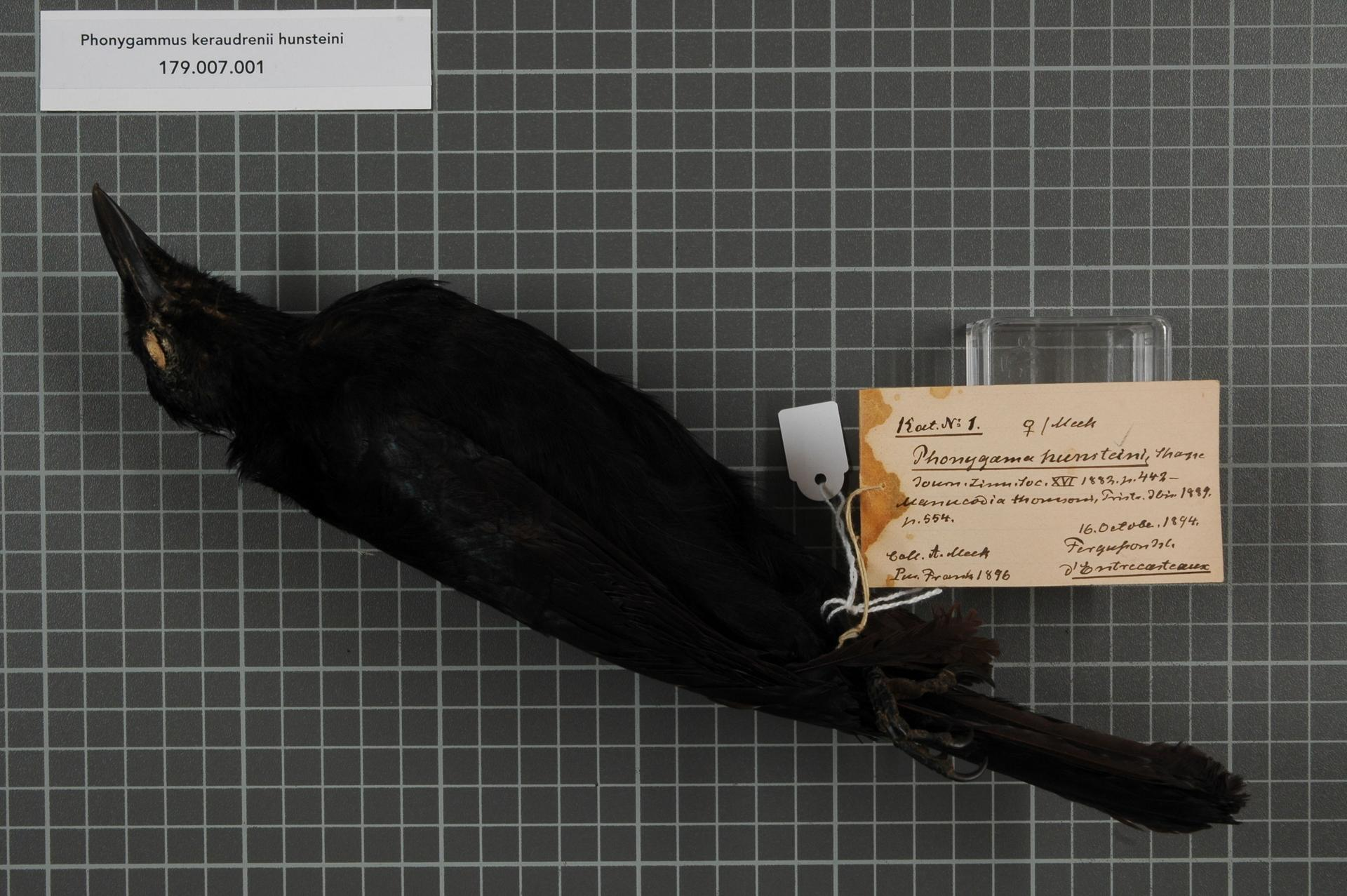
Subsp. hunsteini, secondo alcuni una specie a sé stante.

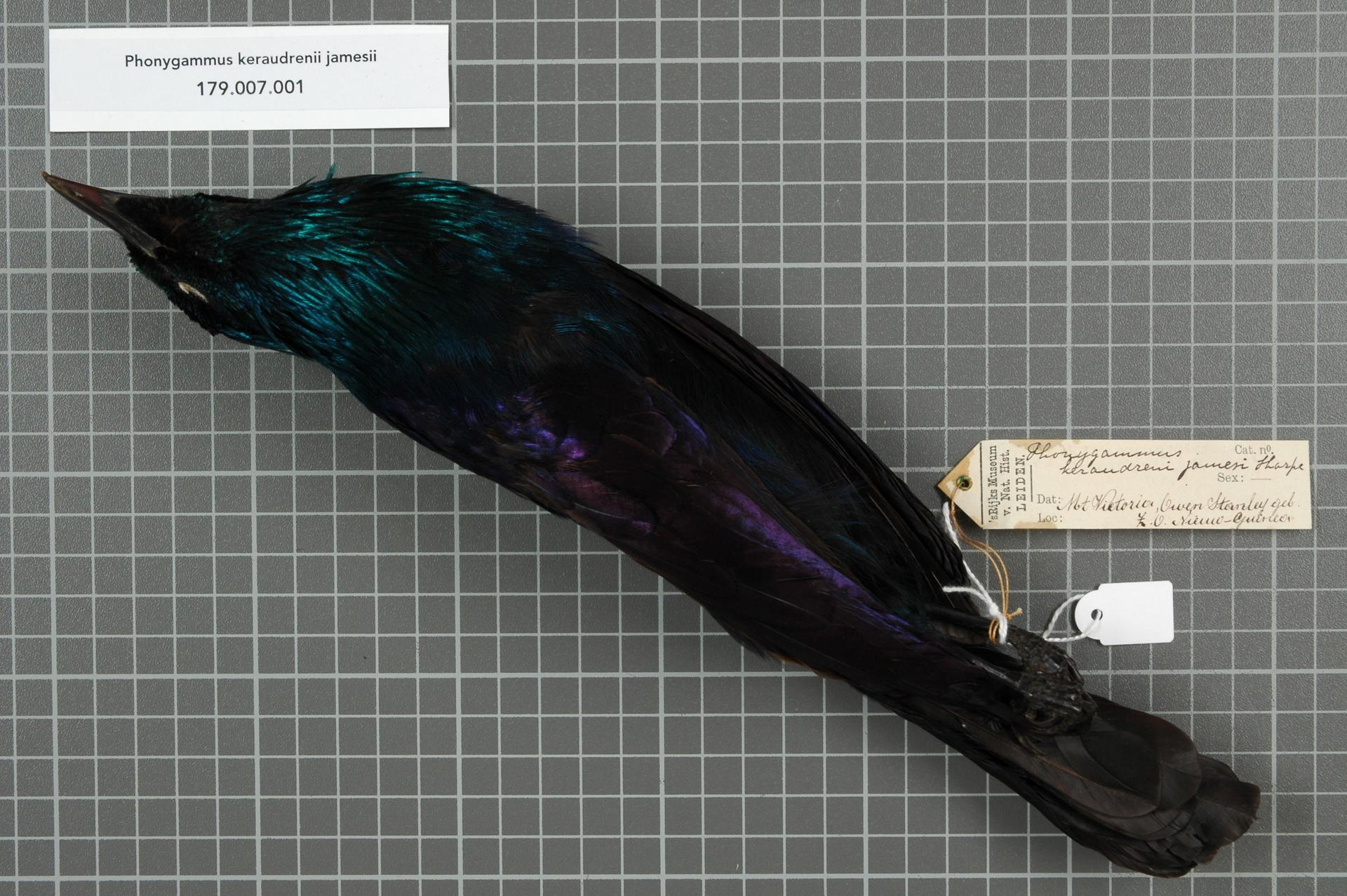
Subsp. jamesii.

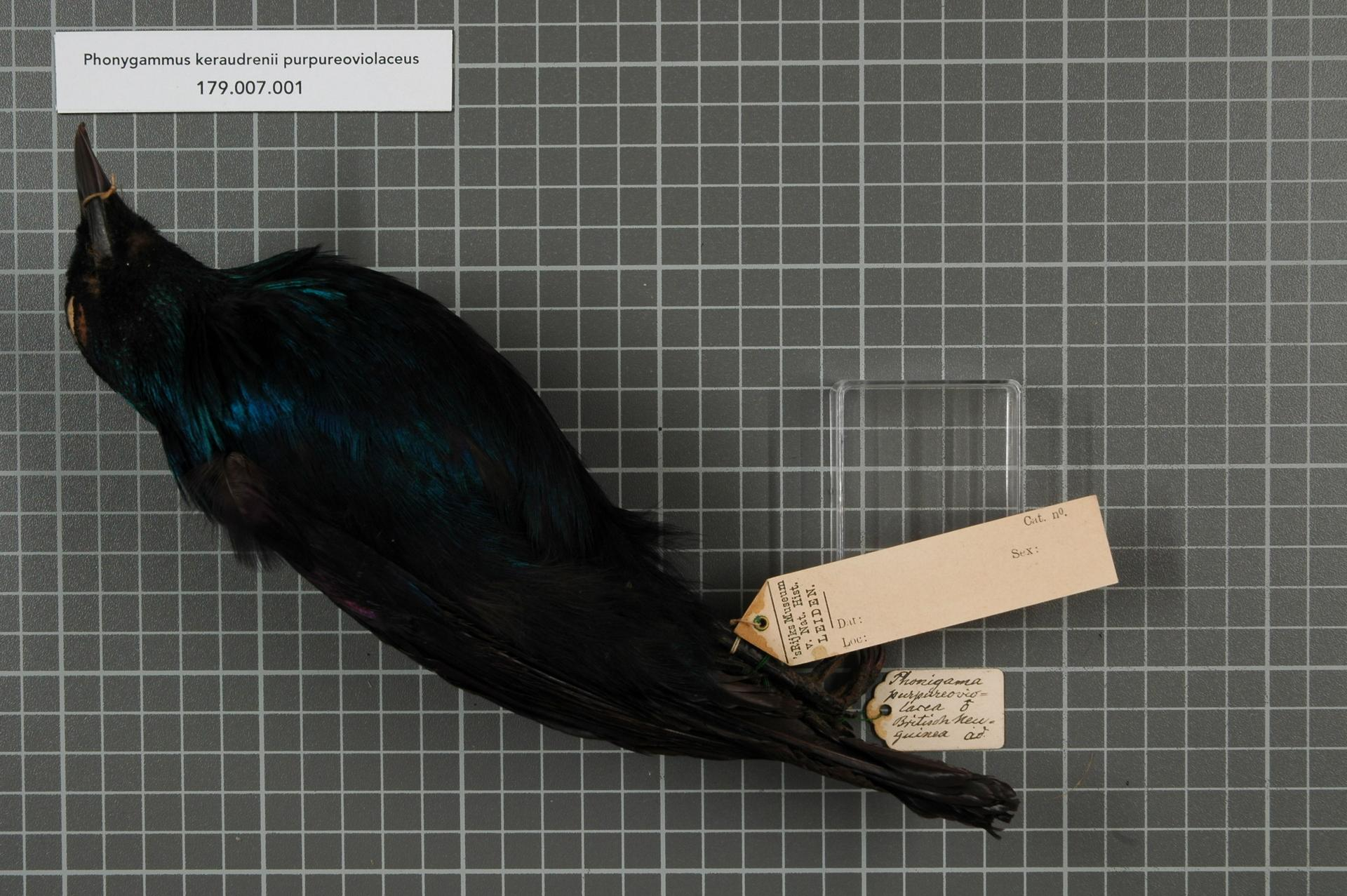
Subsp. purpureoviolaceus.

- Phonygammus keraudrenii keraudrenii, la sottospecie nominale, diffusa nella Nuova Guinea orientale;
- Phonygammus keraudrenii adelberti Gilliard & Mary LeCroy, 1967, endemica dei monti Adelbert;
- Phonygammus keraudrenii aruensis Cracraft, 1992, endemica delle isole Aru;
- Phonygammus keraudrenii diamondi Cracraft, 1992, della porzione meridionale della provincia degli Altopiani Orientali;
- Phonygammus keraudrenii gouldii (Gray, 1859), diffusa nell'estremo nord della penisola di Capo York e nelle antistanti isole di Albany e Mai;
- Phonygammus keraudrenii hunsteini Sharpe, 1882, endemica delle isole di D'Entrecasteaux;
- Phonygammus keraudrenii jamesii Sharpe, 1877, diffusa nelle aree pianeggianti della Nuova Guinea meridionale, oltre che nelle isole di Boigu e Saibai nello stretto di Torres;
- Phonygammus keraudrenii neumanni Reichenow, 1918, diffusa in tutta la zona costiera settentrionale della Nuova Guinea;
- Phonygammus keraudrenii purpureoviolaceus Meyer, 1885, diffusa in un areale ancora poco ben definito ai piedi dei Monti Owen Stanley;

La tassonomia di questa specie è sempre stata piuttosto travagliata: inizialmente classificata come Barita keraudrenii, per lungo tempo essa è stata ascritta al genere Manucodia, salvo poi essere spostata in un proprio genere monospecifico, Phonygammus.

Alcuni autori considerano la popolazione della zona di Wau, nella provincia di Morobe (attualmente ascritta alla sottospecie purpureoviolaceus) come una sottospecie a sé stante, col nome di Phonygammus keraudrenii mayri: le popolazioni della penisola di Huon effettivamente potrebbero far parte di una sottospecie a sé stante, così come quelle della zona del Mamberamo, non ancora scientificamente descritte. Secondo alcuni autori, le manucodie della sottospecie hunsteini sarebbero sufficientemente distinte dalle altre da poter essere ascritte a una specie a sé stante, Phonygammus hunsteini.
La manucodia trombettiera deve il proprio nome scientifico al fisico bretone Pierre François Keraudren, primo europeo a osservare e descrivere questi uccelli. Il nome comune della specie, invece, è dovuto ai forti richiami emessi.